# Anadiasa
Genre
Le genre Anadiasa regroupe des insectes lépidoptères de la famille des Lasiocampidae.

## Liste des espèces
Selon Catalogue of Life (avril 2010) :
- Anadiasa affinis
- Anadiasa colenettei
- Anadiasa definita
- Anadiasa fuscofasciata
- Anadiasa griseata
- Anadiasa hartigi
- Anadiasa jansei
- Anadiasa malacosomoides
- Anadiasa nicotrai
- Anadiasa obsoleta
- Anadiasa pseudometoides
- Anadiasa punctifascia
- Anadiasa sahariensis
- Anadiasa schonheiti
- Anadiasa simplex
- Anadiasa sobria
- Anadiasa swierstrae
- Anadiasa undata Klug, 1839